# Negrar di Valpolicella
Negrar di Valpolicella, bis 2019 Negrar, ist eine italienische Gemeinde (comune) mit 16.503 Einwohnern (Stand 31. Dezember 2023) in der Provinz Verona, Region Venetien.

## Lage
Negrar di Valpolicella liegt 13 km nördlich der Stadt Verona im Valpolicella. Die Nachbargemeinden sind Grezzana, Marano di Valpolicella, San Pietro in Cariano, Sant’Anna d’Alfaedo und Verona. Zu Negrar di Valpolicella gehören die Fraktionen Arbizzano, Fane, Mazzano, Montecchio, Prun, Santa Maria und Torbe.

## Kultur und Sehenswürdigkeiten
In Negrar fanden sich Mosaikböden einer römischen Villa aus dem 3. Jahrhundert. Gladiatoren sind mit den Details ihrer Rüstung dargestellt, als ob der wohlhabende Besitzer der Villa immer seine Helden vor Augen haben wollte, die er bei Kämpfen in der Arena in Verona bewunderte.
Im Ortsteil Torbe gibt es eine Kirche aus dem 17. Jahrhundert. Die Villa Mosconi Bertani entstand im 18. Jahrhundert.

## Sport
Negrar di Valpolicella ist einmal jährlich Start- und Zielort des Gran Premio Palio del Recioto, eines internationalen Radrennens.

## Persönlichkeiten
- Andrea Benvenuti (* 1969), Leichtathlet
- Damiano Tommasi (* 1974), Fußballspieler
- Chiara Olivieri (* 1979), Curlerin
- Mirko Allegrini (* 1981), Radrennfahrer
- Alessia Ambrosi (* 1982), Politikerin
- Pietro Boselli (* 1988), Model
- Alessandro Fedeli (* 1996), Radrennfahrer

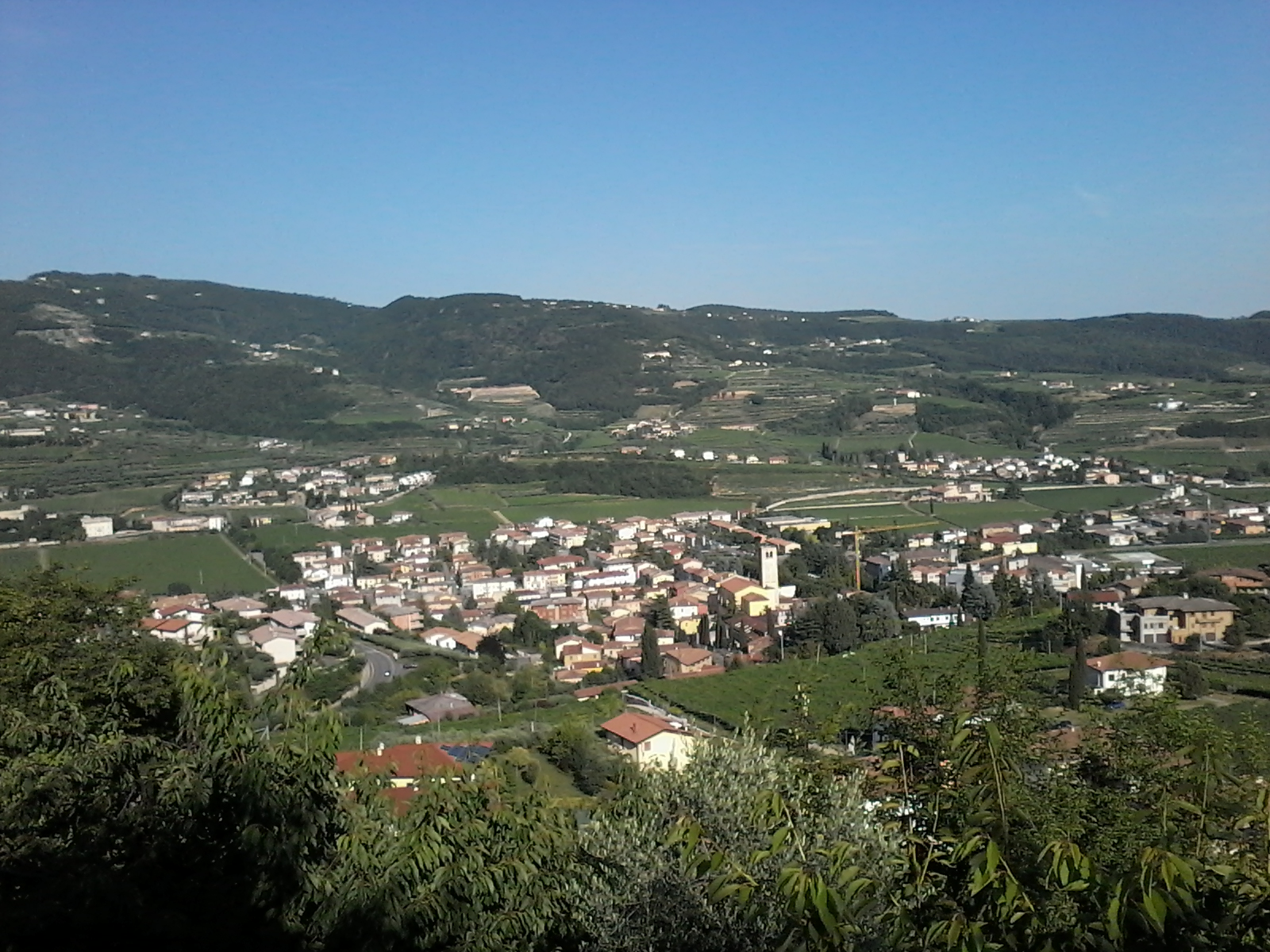
Negrar di Valpolicella
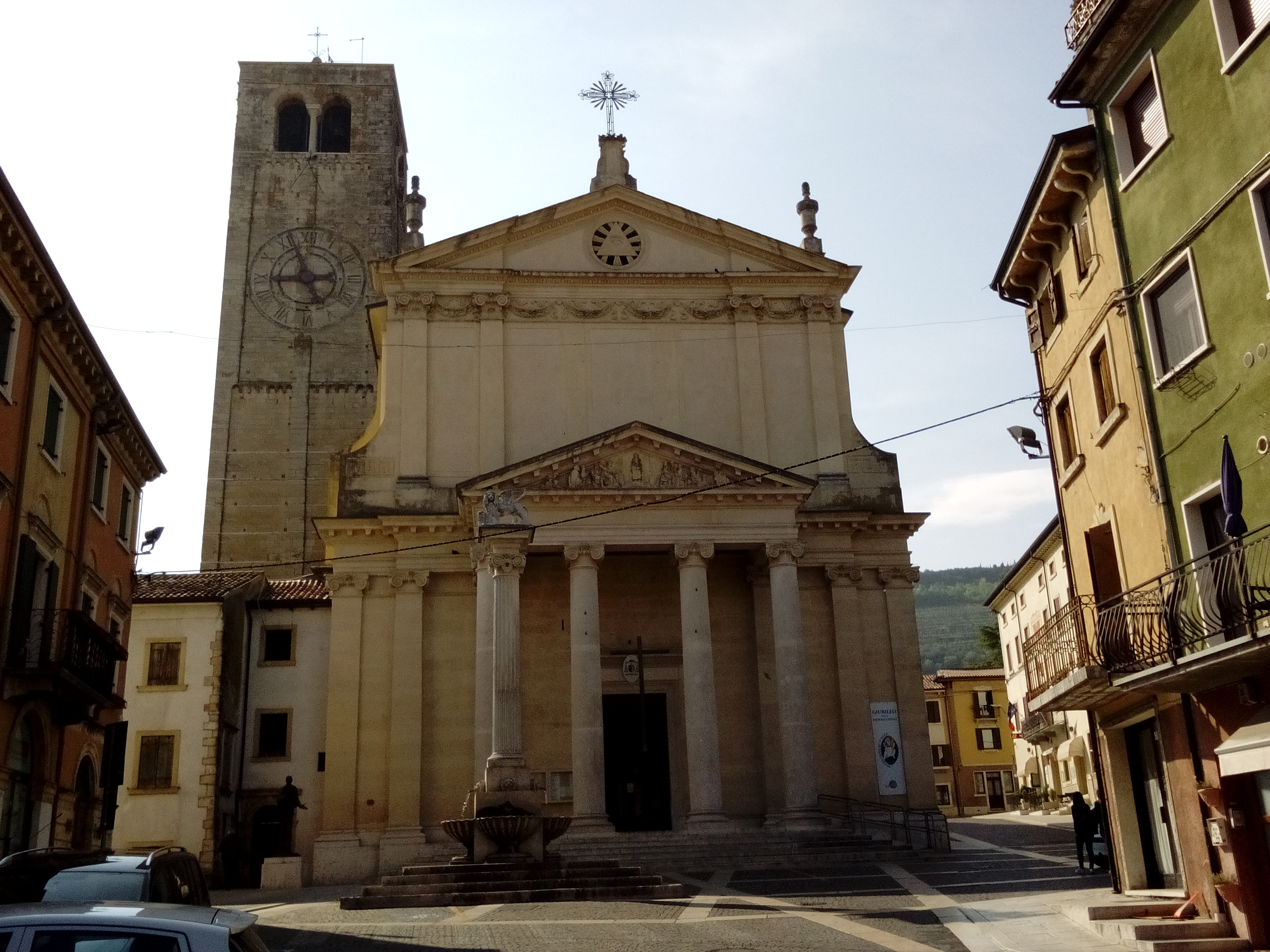
Pfarrkirche  San Martino Vescovo
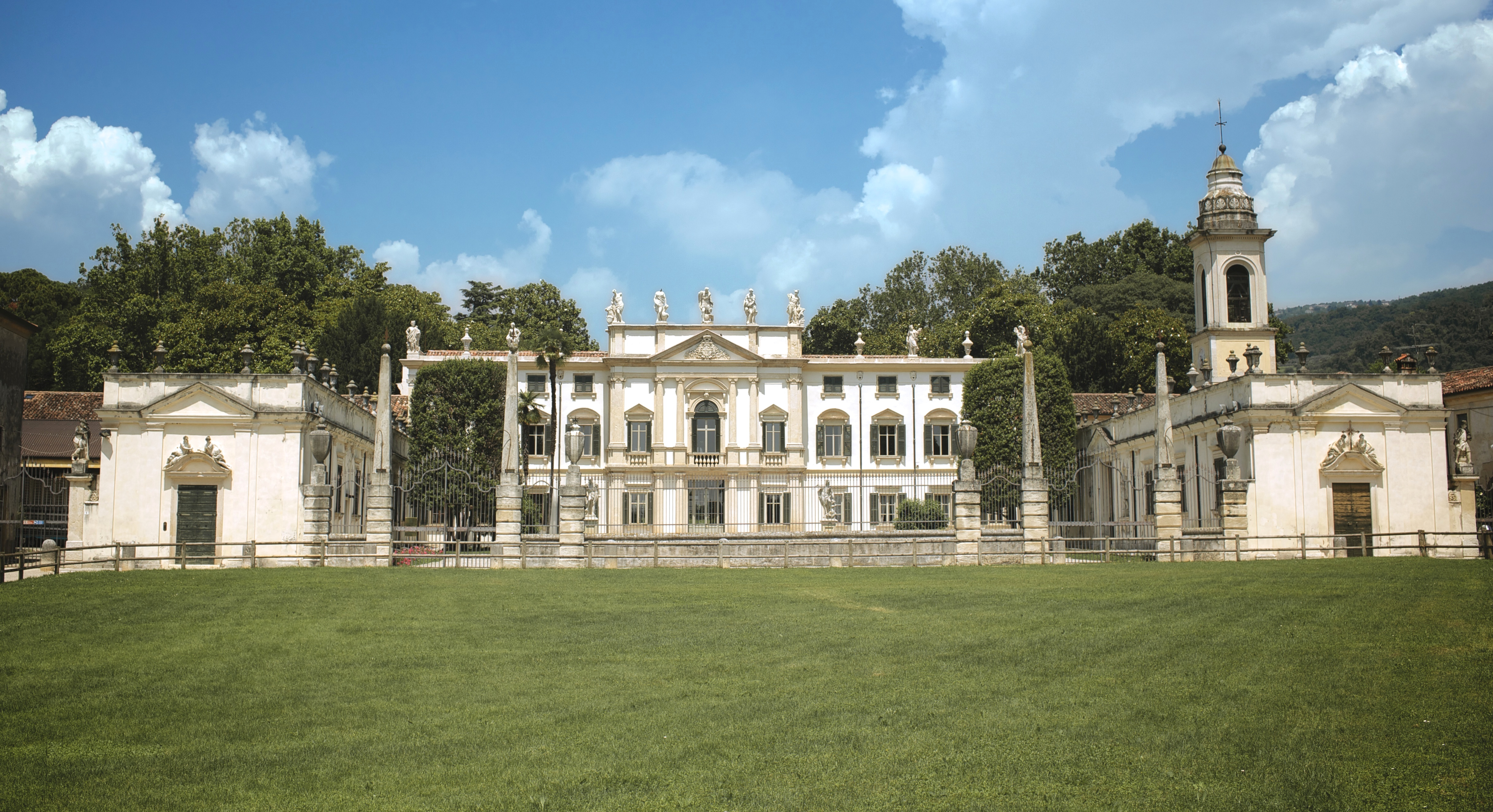
Villa Mosconi Bertani
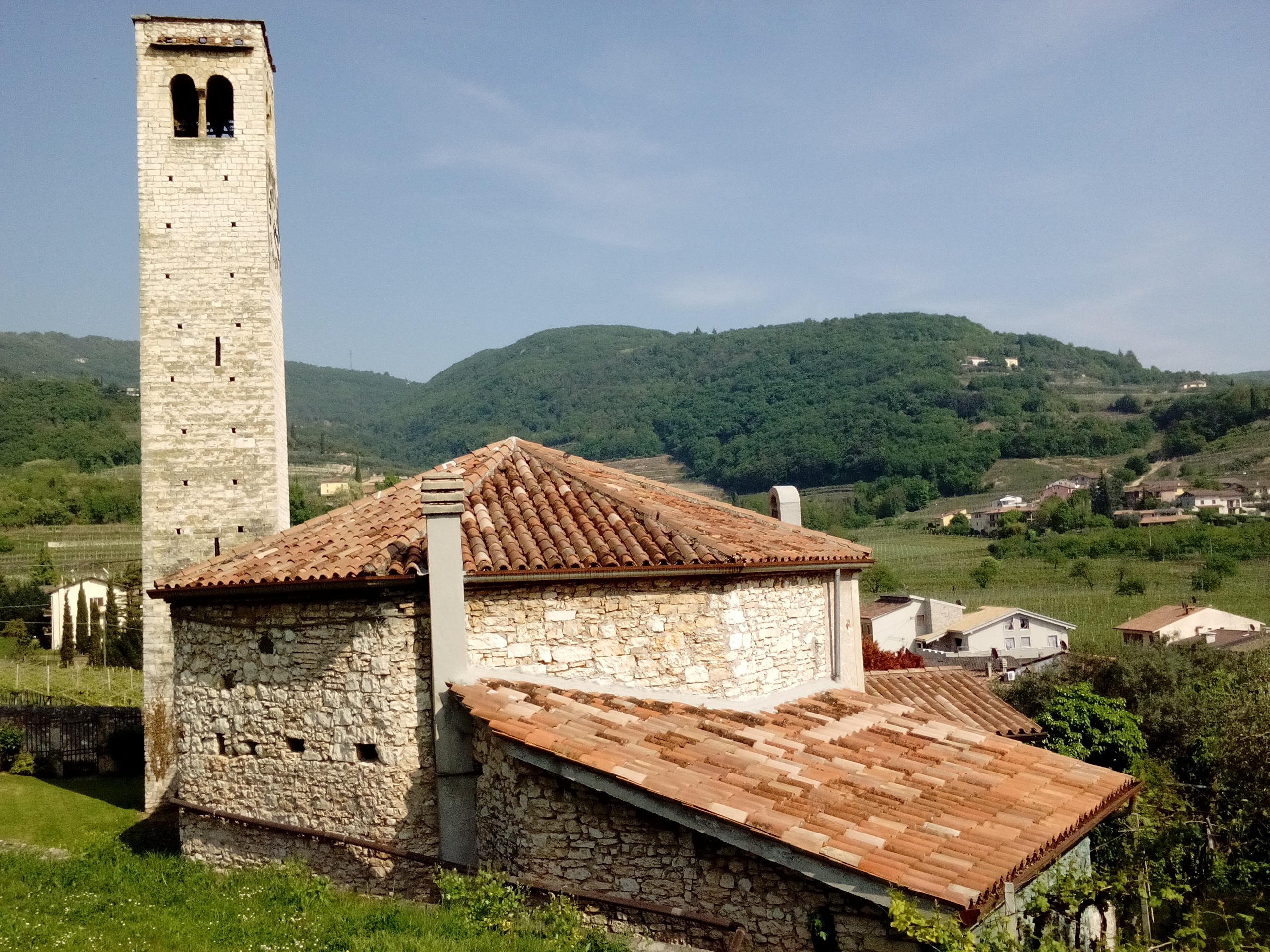
San Peretto
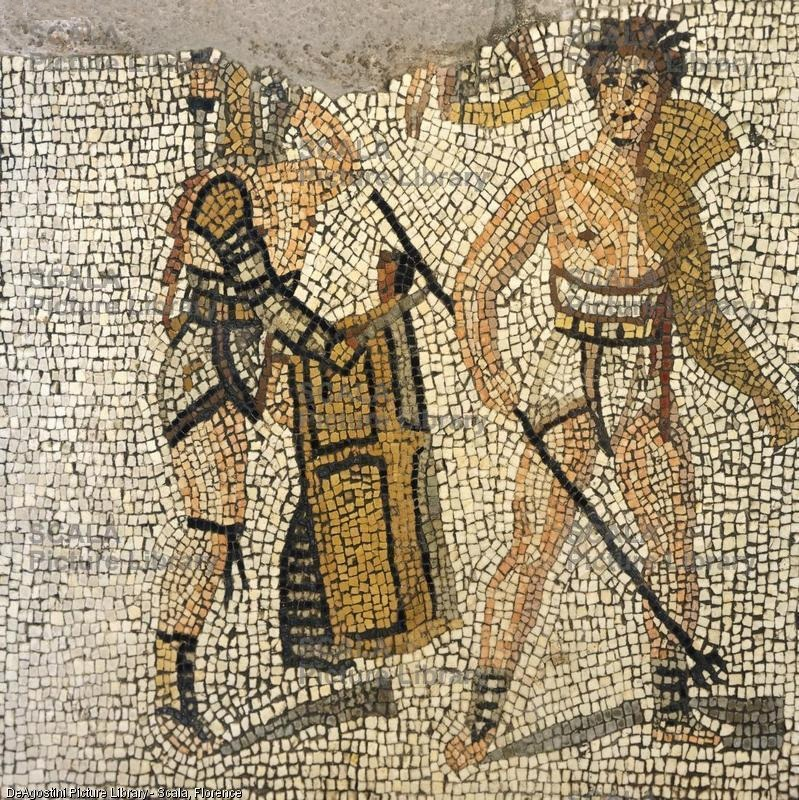
Mosaik aus Negrar